# Ludwig Lutz
Ludwig Lutz (*  27. August 1820 in Schelklingen; †  1889 in Ellwangen (Jagst)) war ein Flaschnermeister und Fabrikant von Blechspielwaren in Ellwangen an der Jagst.

## Leben
Der Sohn des Tagwerkers Matthias Lutz (1787–1836) und dessen Ehefrau Franziska Baumann (1782–1829) besuchte  wohl die Schule in Schelklingen und erhielt 1834 die Heilige Kommunion. Am 26. August 1844 erschien er vor dem Schelklinger Stadtrat und beantragte die Dispensierung von der Minderjährigkeit (er war 24 Jahre alt), da er das Meisterrecht im Flaschnerhandwerk erwerben und sich in Ellwangen (Jagst) niederlassen wollte. Gleichzeitig wurde ihm ein Vermögen von 1.200 Gulden attestiert. Im Jahre 1844 ließ er sich auch gleich in Ellwangen nieder. Drei Jahre später, offenbar hatte er mittlerweile die Meisterprüfung absolviert, ehelichte er am 6. Juli 1847 Franziska Zimmermann aus Ehingen (Donau), Tochter des Gastwirts NN Zimmermann.
Wie der Sohn eines Tagelöhners mit 24 Jahren ein Vermögen von 1.200 Gulden besitzen konnte, ist erklärungsbedürftig. Ein Faktor könnte sein, dass Lutz ein Einzelkind war, da alle seine fünf Geschwister bereits als Säuglinge verstarben. Sein Vater Matthias heiratete zwar am 15. September 1829 ein zweites Mal, und zwar Anna Maria Kräutle von Hausen o.U. (1782–1853), in welcher Ehe verständlicherweise aber keine Kinder mehr entstanden. Eine weitere Erklärung könnte sein, dass er seinen Onkel Domkaplan Joseph Baumann (1780–1841) in Rottenburg am Neckar beerbte. So verkaufte er das Wohnhaus seines Onkels um 300 Gulden an seine beiden Cousinen Hildegard und Theresia Baumann. Von seinen Eltern erbte er außerdem das Hausdrittel in der Färbergasse 19 und 21, in welchem er wohl auch geboren wurde.
In Ellwangen fabrizierte Lutz zunächst traditionelle Flaschnerware, stieg aber bald in die Herstellung von lackiertem Blechspielzeug ein. Dieser Produktionszweig war von großem Erfolg gekrönt und die Firma verkaufte auch ins europäische Ausland, so nach Frankreich, Spanien, in die Schweiz, nach Russland und Belgien.
Lutz hatte zusammen mit seiner Ehefrau Franziska Zimmermann drei Kinder: ältester Sohn war Adolf, welcher nach Paris in die Kaufmannslehre geschickt wurde und zunächst die Leitung des Familienbetriebs übernahm, später aber in Paris Direktor der BASF-Niederlassung wurde. Der zweite Sohn August (1853–1899) lernte ebenfalls Kaufmann und übernahm später die väterliche Firma. Die Tochter Anna war ständige Mithilfe im Geschäft.
Im Laufe der Jahrzehnte machte sich der Firmenstandort nachteilig bemerkbar, auch war der Kapitalbedarf für Maschinen etc. so angewachsen, dass ein Weiterbetrieb der Firma für die Familie unmöglich erschien. So verkaufte der Sohn August Lutz im Jahre 1891 die Firma an die Göppinger Firma Gebrüder Märklin & Cie.

## Produkte
Von vielen Spielzeugprodukten ist nach dem heutigen Stand des Wissens kein Exemplar mehr vorhanden; nur die „Musterbücher“ zeigen die weite Bandbreite des Sortiments auf.
- Bodenläufer-Lokomotive im „amerikanischen Stil“, Spurweite ca. 105 mm, um 1890 (Württembergisches Landesmuseum Stuttgart, Zweigmuseum Schloss Aulendorf (=WLS)).
- Festung mit Drehbühne und Musikwerk, um 1885 (WLS).
- Kalesche mit Lakaiensitz, um 1885 (WLS).
- Bodenläufer-Zug ohne Antrieb, Spurweite 75 mm, um 1890 (Historisches Museum der Stadt Frankfurt)
- Feuerspritze, um 1890 (Privatbesitz, Leihgabe Schlossmuseum Ellwangen).
- Landschaftsmodell mit Hammer- und Sägewerk, um 1890 (Städtisches Museum Göppingen  im „Storchen“).
- Pferdekutsche, um 1890 (WLS).
- Pferdeschlitten, um 1890 (WLS).
- Uhrwerkgetriebene Lokomotive, 1890/91 (Privatbesitz, Leihgabe Schlossmuseum Ellwangen).

## Firmenschriften
- Musterbücher aus den 1880er Jahren (im Firmenarchiv Märklin, Göppingen).
- Arbeiterbücher von 1900 und 1907 (im Firmenarchiv Märklin, Göppingen).